# Saison 1926-1927 de la Can-Am
Saison suivante
La saison 1926-1927 est la première saison de la Canadian-American Hockey League. Cinq franchises jouent chacune 32 rencontres. Les Indians de Springfield remportent le Trophée Henri Fontaine en battant les Eagles de New Haven en séries éliminatoires.

## Saison régulière
| Clt   | Équipe                 | PJ | V  | D  | N | BP | BC | Pts |
| ----- | ---------------------- | -- | -- | -- | - | -- | -- | --- |
| +001, | Eagles de New Haven    | 32 | 18 | 14 | 0 | 73 | 66 | 36  |
| +002, | Indians de Springfield | 32 | 14 | 13 | 5 | 59 | 53 | 33  |
| +003, | Castors de Québec      | 32 | 15 | 14 | 3 | 69 | 67 | 33  |
| +004, | Tigers de Boston       | 32 | 14 | 15 | 3 | 48 | 46 | 31  |
| +005, | Reds de Providence     | 32 | 12 | 17 | 3 | 50 | 67 | 27  |

- En gras : champion de la saison régulière
- En italique : qualifié pour les séries

## Séries éliminatoires
Le premier tour des séries voit les Indians de Springfield battre les Castors de Québec 2 buts à 1 en deux matchs :
- Springfield 1-0 Québec
- Springfield 1-1 Québec

Les Indians remportent ensuite la finale 9 buts à 5 en quatre matchs contre les Eagles de New Haven, champions de la saison régulière :
- New Haven 1-1 Springfield
- Springfield 4-0 New Haven
- New Haven 1-3 Springfield
- Springfield 1-3 New Haven